# Дрогеда
Дрогеда (енгл. Drogheda, ир. Droichead Átha) је значајан град у Републици Ирској, у североисточном делу државе. Град припада округа Лауд, али и поред величине није његово седиште (већ је то град Дандалк). У ствари, Дрогеда је највећи град у држави, који није седиште неког историјског округа.

## Природни услови
Град Дрогеда се налази у источном делу ирског острва и североисточном делу Републике Ирске и припада покрајини Ленстер. Град је удаљен 55 километара северно од Даблина, на најважнијем путу на острву, између Даблина и Белфаста. 
Рељеф: Дрогеда је смештена у приобалном подручју источне Ирске. Град се развио на ушћу реке Бојн. Надморска висина средишњег дела града је око 8 метара. Подручје око града је равничарско.
Клима: Клима у Дрогеди је умерено континентална са изразитим утицајем Атлантика и Голфске струје. Стога град одликује блага и веома променљива клима.
Воде: Дрогеда се налази на реци Бојн, која дели град на јужни и северни део. Река се 7 километара низводно улива естуарски у Ирско море.

## Историја
Подручје Дрогеде било насељено већ у време праисторије. Дато подручје је освојено од стране енглеских Нормана 1170. г. Већ 1186. године спомиње се насеље на датом месту. Градска права насеље стиче 1494. г.
Током 16. и 17. века Дрогеда је учествовала у бурним временима око борби за власт над Енглеском. Ово је оштетило градску привреду. Међутим, прави суноврат привреде града десио се средином 19. века у време ирске глади.
Дрогеда је од 1921. г. у саставу Републике Ирске. Опоравак града започео је тек последњих деценија, када је Дрогеда поново забележила нагли развој и раст.

## Становништво
Према последњим проценама из 2011. г. Дрогеда је имала 30 хиљада становника у граду и преко 35 хиљада у широј градској зони. Последњих година број становника у граду се нагло повећава.

## Привреда
Дрогеда је била традиционално индустријско и трговачко средиште. Последњих деценија градска привреда се махом заснива на пословању, трговини и услугама. Такође, последњих година лучне делатности поново постају све важнија делатност у граду.

## Збирка слика
- Врата св. Лаврентија на улазу у стари део града
- Црква св. Петра
- Нови пешачки мост
- Звоник Марије Магдалине